# Najwyższa Rada Gospodarki Narodowej
Najwyższa Rada Gospodarki Narodowej, WSNCh (ros. Высший совет народного хозяйства, ВСНХ) – najwyższy organ zarządzania gospodarczego przemysłem państwowym w Rosji po przejęciu władzy przez bolszewików, istniejący w latach 1917–1932. Występował na szczeblu republikańskim (WSNCh Rosyjskiej Federacyjnej SRR i WSNCh Ukraińskiej SRR) i na szczeblu sowieckiego państwa związkowego (WSNCh ZSRR). WSNCh działała zarówno poprzez tzw. trusty, czyli zjednoczenia branżowe przedsiębiorstw, jak i poprzez gubernialne i rejonowe rady gospodarki narodowej – jej delegatury terenowe. Przewodniczący Rady miał uprawnienia i status komisarza ludowego.

## 1917–1932

### WSNCH RFSRR
Przewodniczący WSNCh RFSRR:
- Walerian Obolenski (N.Osinski) (2 grudnia 1917 – 18 marca 1918)
- Władimir Milutin (p.o.) (23 marca – 3 kwietnia 1918)
- Aleksiej Rykow (4 kwietnia 1918 – 26 maja 1921)
- Piotr Bogdanow (28 maja 1921 – 9 maja 1923)
- Aleksiej Rykow (9 maja – 6 lipca 1923)
- Piotr Bogdanow (7 lipca 1923 – 23 listopada 1925)
- Feliks Dzierżyński (p.o.) (23 listopada 1925 – 4 lutego 1926)
- Siemion Łobow (4 lutego 1926 – 9 lipca 1930)
- Konstantin Strijewski (9 lipca 1930 – 5 stycznia 1932)

### WSNCh USRR
Przewodniczący WSNCh Ukrainy:
- Emanuel Kwiring (1918–1919[1])
- Włas Czubar (1921–1923)
- Konstantin Maksimow (1923–1925)
- Moisiej Ruchimowicz (1925–1926)

### WSNCh ZSRR
Przewodniczący WSNCh ZSRR:
- Aleksiej Rykow (1923–1924)
- Feliks Dzierżyński (1924–1926)
- Walerian Kujbyszew (1926–1930)
- Sergo Ordżonikidze (1930–1932)

## WSNCh ZSRR 1962–1965
Organ utworzony w 1962 przez Nikitę Chruszczowa, kiedy przeprowadzono próbę decentralizacji gospodarki radzieckiej. Działał w latach 1962–1965, a kierował nim Dmitrij Ustinow. Był on podporządkowany Radzie Ministrów ZSRR, a jego funkcjami były zarządzanie w przemyśle i budownictwie. Podlegały mu też sownarchozy.